# Вінчестер (фільм)
«Вінчестер» — американська стрічка про багату вдову, яка будує будинок-фортецю, щоб захистити себе від привидів. Фільм засновано на реальних подіях про Будинок Вінчестерів.

## Сюжет
Сара Вінчестер — спадкоємиця компанії з виробництва зброї, після раптової смерті чоловіка та дитини перебуває в печалі. Жінку переслідують примари людей, яких було вбито зі зброї компанії, яка тепер належала їй. Дивна поведінка Сари змушує керівництво найняти лікаря Еріка Прайса, який має оцінити її стан. Невдовзі, після прибуття до будинку, Прайс починає бачити привидів, але пояснює їх вживанням наркотиків.
Маєток Вінчестерів постійно перебудовують. Сара створює плани нових кімнат під керівництвом примар. Жінка також має список людей, яких було вбито з гвинтівки. З'ясовується, що і сам лікар постраждав від цієї зброї. Після спроби вбивства хлопчика, власниця будинку приймає рішення самостійно позбутися сильної примари Бенжаміна Блока. У боротьбі з'являється привид Рубі, яка була психічно хворою, а Прайс поставив неправильний діагноз, до того як вона вчинила самогубство. Рубі та її чоловіку вдається вигнати Блока. Інші примари повернулися в свої кімнати.
Ерік Прайс визнає Сару Вінчестер здоровою та здатною керувати компанією.

## У ролях
| Актор              | Роль           |
| ------------------ | -------------- |
| Гелен Міррен       | Сара Вінчестер |
| Джейсон Кларк      | Ерік Прайс     |
| Сара Снук          | Меріон Мерріот |
| Ангус Семпсон      | Джон Генсен    |
| Фінн Скінула О'Рей | Генрі Мерріот  |
| Лаура Брент        | Рубі           |
| Еймон Фаррен       | Бен Блок       |
| Брюс Спенс         | Августин       |
| Тайлер Коппін      | Артур Гейтс    |

## Створення фільму

### Виробництво
Зйомки фільму почались 15 березня 2017 рокута проходли в Сан-Хосе та Мельбурні.

### Знімальна група
- Кінорежисери — Майкл Спіріг, Пітер Спіріг
- Сценаристи — Том Вон, Майкл Спіріг, Пітер Спіріг
- Кінопродюсери — Тім Мак-Гаан, Брет Томберлін
- Кінооператор — Бен Нотт
- Кіномонтаж — Метт Вілла
- Художник-постановник — Меттью Путленд
- Артдиректори — Джейні Паркер, Марк Воррен
- Художник по костюмах — Венді Корк
- Підбір акторів — Лі Пікфорд[4].

## Сприйняття
Фільм отримав негативні відгуки. На сайті Rotten Tomatoes оцінка стрічки становить 14 % на основі 104 відгуки від критиків (середня оцінка 4/10) і 37 % від глядачів із середньою оцінкою 2,8/5 (2 339 голосів). Фільму зарахований «гнилий помідор» від кінокритиків та «розсипаний попкорн» від глядачів, Internet Movie Database — 5,4/10 (10 892 голоси), Metacritic — 28/100 (18 відгуків критиків) і 4,2/10 (42 відгуки від глядачів).